# Kazliškis
Kazliškis è una città del distretto di Rokiškis della contea di Panevėžys, nel nord-est della Lituania. Secondo una censimento del 2011, la popolazione ammonta a 168 abitanti.
Vi ha sede l’omonima seniūnija che si estende fino al confine con la Lettonia.

## Storia
Kazliškis è menzionato per la prima volta nel XVII secolo nell’allora contea di Ukmergė (attuale contea di Vilnius). Nel XX secolo fu costruita una chiesa della Vergine Maria con un campanile in legno.

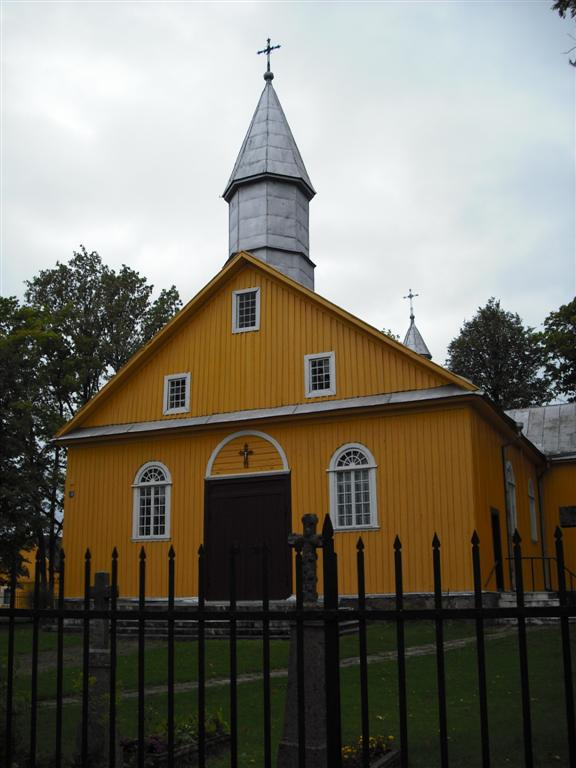
Chiesa cittadina

La scuola elementare fu costruita tra il 1949 e il 1959.
Nel 1925 fu fondata un’azienda di lavorazione del latte e una distilleria. Nel 1972 furono migliorate le infrastrutture stradali per favorire i collegamenti con gli insediamenti circostanti. La biblioteca locale è stata fondata nel 1954, assieme alla Casa della cultura e l’ufficio postale. 
Kazliškis nel 1999 fu riconosciuto come uno degli insediamenti più belli della repubblica lituana.